# Pizzo Carbonara
Pizzo Carbonara es el pico más alto de las montañas Madonia en Sicilia, Italia. Es el segundo pico en altura de la isla, superado únicamente por el monte Etna, aunque es sólo 2 metros más alto que el vecino Pizzo Antenna.  
Pizzo Carbonara está alrededor de 10 km al noroeste de Petralia Sottana. Es un macizo calcáreo, y la lluvia que cae en él eventualmente emerge al pie de la roca del castillo de Cefalù en el litoral septentrional de Sicilia. Su cumbre es más una meseta que un pico, de manera que no es fácil encontrar el punto más alto.  
Con buen tiempo, el Pizzo Carbonara se sube rápidamente desde el Piano Battaglia (1605 m), que puede alcanzarse por carretera, llevando todo el recorrido ida y vuelta alrededor de dos horas y media para una persona media en buena forma. No implica ninguna escalada en roca ni trepada. No obstante, no hay (2006) ningún sendero marcado para subir a la montaña, no están disponibles mapas exactos y la meseta tiende a tener niebla. Por lo tanto, es aconsejable llevar una brújula o GPS al subir esta montaña. Las guías recomiendan no ascenderla en invierno.